# Eurostat
Das Statistische Amt der Europäischen Union, kurz Eurostat oder ESTAT, ist die Verwaltungseinheit der Europäischen Union (EU) zur Erstellung amtlicher europäischer Statistiken und hat ihren Sitz in Luxemburg. Sie hat den Rang einer Generaldirektion der Europäischen Kommission und ist dem Kommissar für Wirtschaft und Währung zugeordnet.

## Entwicklung

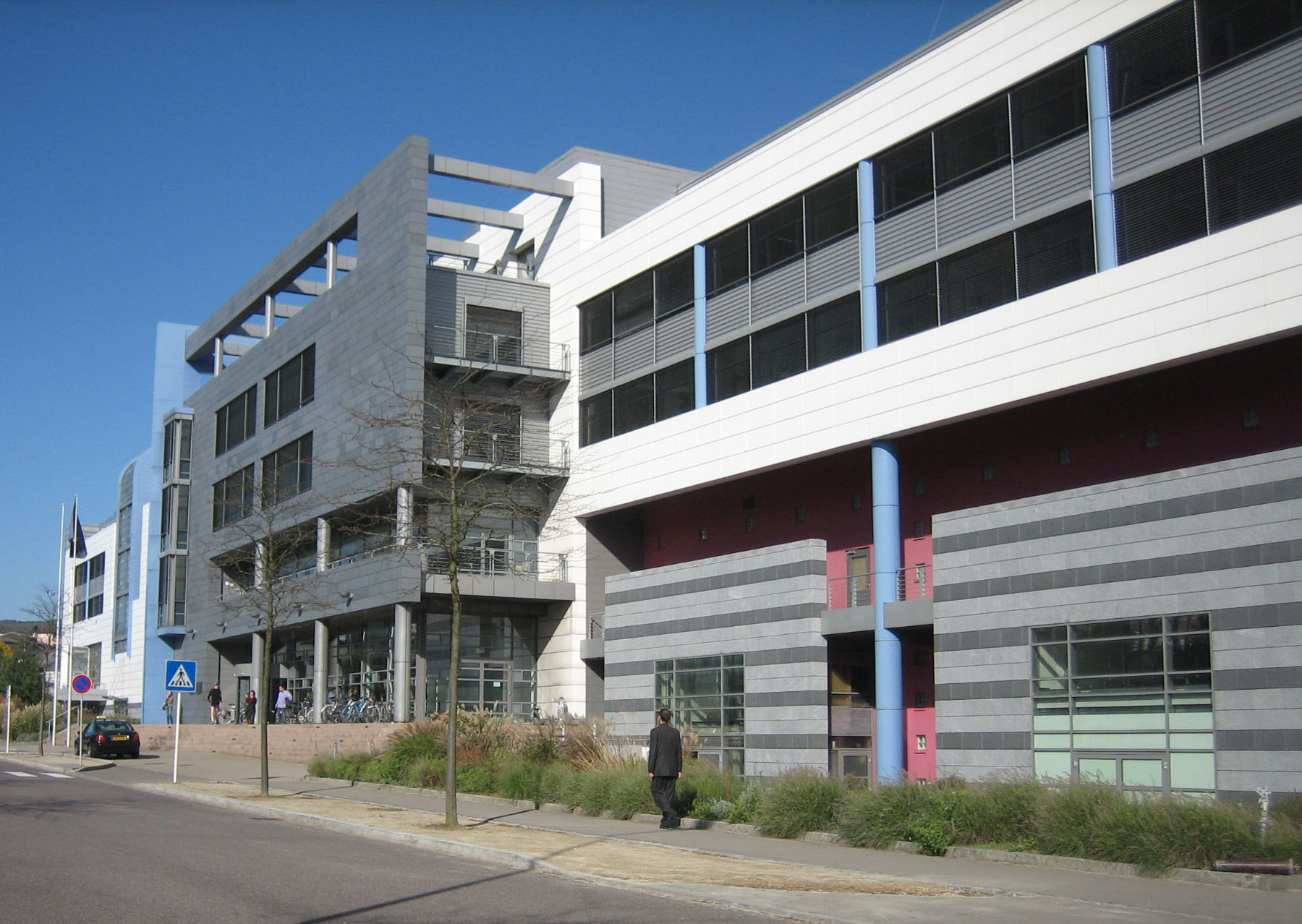
Eurostat-Verwaltungsgebäude in Luxemburg

Eurostat wurde 1953 für die Zwecke der Europäischen Gemeinschaft für Kohle und Stahl (Montanunion) gegründet. Im Laufe der Jahre verbreiterte sich sein Aufgabengebiet, und mit der Gründung der Europäischen Wirtschaftsgemeinschaft 1958 wurde es zu einer Generaldirektion (GD) der Europäischen Kommission. Hauptaufgabe Eurostats ist es, andere Generaldirektionen mit Statistiken zu versorgen und der Kommission und anderen europäischen Institutionen Daten für Konzeption, Durchführung und Analyse der Gemeinschaftspolitik zu liefern.
Seit 1. März 2018 leitet Mariana Kotzeva als Generaldirektorin die Behörde.

## Aufgaben
Der Auftrag von Eurostat ist, führender Anbieter von qualitativ hochwertigen Statistiken über Europa zu sein.
Die wichtigste Aufgabe Eurostats ist die Verarbeitung und Veröffentlichung vergleichbarer statistischer Daten auf europäischer Ebene.
Eurostat selbst erhebt keine Daten. Das tun die Statistikbehörden der Mitgliedstaaten. Sie prüfen und analysieren nationale Daten und übermitteln sie an Eurostat. Eurostats Aufgabe ist es, die Daten zu konsolidieren und zu gewährleisten, dass sie vergleichbar sind, d. h. nach einer einheitlichen Methodik erstellt werden. Eurostat ist der einzige Lieferant statistischer Daten auf europäischer Ebene, und die Daten, die von Eurostat herausgeben werden, sind so weit wie möglich harmonisiert.
Ein Beispiel: Wenn ein getreues Bild von der Arbeitslosigkeit in der EU vermittelt werden soll, müssen die Arbeitslosen in Finnland oder Portugal nach demselben Verfahren erfasst werden wie in Irland oder Deutschland. Eurostat arbeitet daher mit den Mitgliedstaaten eine gemeinsame Methodik für dieses Gebiet aus oder bittet die Mitgliedstaaten um die Aufnahme bestimmter Fragen in die Erhebungsbögen. Die Daten der Mitgliedstaaten werden dann an Eurostat übermittelt, so dass Arbeitslosendaten für die gesamte EU veröffentlicht werden können, anhand derer sich die Arbeitslosenquoten der einzelnen Länder miteinander vergleichen lassen.
Eurostat erstellt auch regionale Daten für die Staaten der EU und die Kandidatenländer. Dabei verwendet es die Regionalgliederung NUTS für die Erstellung der Statistiken. Im Rahmen des sogenannten „Urban Audit“ werden zudem Städtestatistiken erstellt.

## Ausstattung
2014 waren bei Eurostat rund 850 Mitarbeiter, überwiegend Beamte, beschäftigt. Der Gesamthaushalt belief sich 2012 auf 53,4 Millionen Euro.

## Generaldirektoren
| Name                        | Nationalität | Amtszeit   |
| --------------------------- | ------------ | ---------- |
| Rolf Wagenführ              | Deutschland  | 1952–1966  |
| Raymond Dumas               | Frankreich   | 1966–1973  |
| Jacques Mayer               | Frankreich   | 1973–1977  |
| Aage Dornonville de la Cour | Dänemark     | 1977–1982  |
| Pieter de Geus              | Niederlande  | 1982–1984  |
| Silvio Ronchetti            | Italien      | 1984–1987  |
| Yves Franchet               | Frankreich   | 1987–2003  |
| Michel Vanden Abeele        | Belgien      | 2003–2004  |
| Günther Hanreich            | Österreich   | 2004–2006  |
| Hervé Carré                 | Frankreich   | 2006–2008  |
| Walter Radermacher          | Deutschland  | 2008–2016  |
| Mariana Kotzeva             | Bulgarien    | 2017–heute |